# Anne d'Alençon
Anne d’Alençon, dame de La Guerche, née à Alençon le 30 octobre 1492 et morte à Casale Monferrato le 18 octobre 1562, est une marquise de Montferrat, ayant exercé le rôle de régente du marquisat de Montferrat pour son fils, Boniface de 1518 à sa mort en 1530.

## Biographie
Cadette des trois enfants de René d'Alençon et de Marguerite de Lorraine-Vaudémont, elle nait deux jours avant la mort de son père. 
Fiancée en 1501 à Guillaume IX Paléologue, marquis de Montferrat, Anne l’épousa, le lendemain de son seizième anniversaire, le 31 octobre 1508 à l’église de Saint-Sauveur de Blois. Elle lui donna deux filles et un fils : 
1. Marie, en 1509,
2. Marguerite, en 1510, et enfin un héritier :
3. Boniface, en 1512.

En 1517, sa fille aînée, Marie, fut fiancée à Frédéric II de Mantoue, fils d'Isabelle d’Este, futur marquis et duc de Mantoue, mais le contrat de mariage fut annulé, après que Frédéric eut accusé Maria d’avoir tenté d’empoisonner sa maîtresse Isabella Boschetti, épouse du comte de Calvisano.
À la mort de son mari en 1518, son fils Boniface, âgé de 6 ans, hérite du marquisat. Anne joue le rôle de régente jusqu’à la mort inattendue de son fils en juin 1530. Elle continua de s’impliquer dans le gouvernement de Montferrat, tandis que la mort de Boniface a également ravivé l’intérêt de Frédéric de Mantoue pour un mariage avec Marie. Le trépas inattendu de cette dernière en septembre 1530 tourna son attention vers sa sœur Marguerite. Après avoir examiné les diverses propositions de mariage offertes à Marguerite, Anne opta pour l’union avec la maison de Gonzague et le mariage fut conclu en octobre 1531.
À la mort sans héritier, en 1533, du marquis Jean-Georges, qui avait succédé à son neveu Boniface, une crise s'ouvre pour la succession au marquisat. La maison de Gonzague et la maison de Savoie présentent les arguments les plus solides, mais le marquis de Saluces et le roi de France revendiquaient également le titre. Pendant ce temps, Montferrat fut mis sous séquestre par son suzerain, l'empereur Charles Quint. En 1536, l'empereur investit conjointement Marguerite Paléologue et son mari Frédéric de Gonzague. Il s'agissait surtout pour le souverain de récompenser un de ses plus fidèles soutiens en Italie du Nord. Anne conserva cependant la réalité du pouvoir. À la mort de Frédéric, en 1540, son fils âgé de sept ans, François lui succéda comme marquis de Montferrat et duc de Mantoue. La régence du marquisat passa alors à Marguerite Paléologue, assistée par son de beau-frère, le cardinal Hercule de Gonzague.
Anne d’Alençon se retira alors de la vie publique, entra au couvent des Sœurs Dominicaines de Sainte Catherine de Sienne, qui jouxtait son palais de Casale Monferrato, et où elle mourut peu avant son soixante-dixième anniversaire.
En 1525, peu après la bataille de Pavie, Anne et sa sœur Françoise d'Alençon reçurent par testament les biens patrimoniaux de leur frère Charles IV d'Alençon, mort sans héritier. Les apanages du duc d'Alençon, en revanche, firent retour à la couronne de France. Marguerite de Navarre, la veuve de Charles, et sœur de François Ier contesta le testament, en vain. Une partie des seigneuries françaises des ducs d'Alençon passèrent donc aux Gonzague. Anne d'Alençon désigna pour en hériter sa petite-fille Isabelle, fille aînée de Frédéric de Gonzague et de Marguerite Paléologue. Isabelle refusa cependant cet héritage français. Marguerite Paléologue obtint qu'elles échussent à son troisième fils Ludovic, déjà page à la cour de France. Avec l'héritage de sa propre femme Henriette de Clèves, les anciennes seigneuries du duc d'Alençon formèrent le socle de la puissance terrienne des Gonzague-Nevers en France.